# Los Lobos
A Los Lobos (jelentése: A farkasok) egy mexikói-amerikai rockegyüttes, amely 1973-ban alakult meg a Kalifornia állambeli Dixonban. Legismertebb daluk a "La Bamba", amely egy Ritchie Valens feldolgozás.

## A zenekar története
Hidalgo és Pérez egy Egyesült Államokbeli középiskolában találkoztak össze, és elhatározták, hogy saját együttest alapítanak, miután rájöttek, hogy mind a ketten szeretik a latin zenét. Összetoboroztak maguk mellé még egy pár zenészt, és így megalakult a "Farkasok". Első nagylemezüket 1976-ban adták ki. A Los Lobos szerezte a Desperado című film zenéjét is. 1973-tól egészen a mai napig működnek.

## Tagok
Jelenlegi tagok: David Hidalgo, Louie Pérez, Cesar Rosas, Conrad Lozano, Steve Berlin és Enrique González. Volt tagok: Francisco González.

## Lemezek
- Si Se Puede! (1976)
- Los Lobos del Este de Los Angeles (1978)
- ...And a Time to Dance EP (1983)
- How Will the Wolf Survive? (1984)
- By the Light of the Moon (1987)
- La Pistola y El Corazón (1988)
- The Neighborhood (1990)
- Kiko (1992)
- Just Another Band from East L.A. (1993)
- Papa's Dream (1995)
- Colossal Head (1996)
- This Time (1999)
- Good Morning Aztián (2002)
- The Ride (2004)
- Ride This - The Covers EP (2004)
- Live at the Fillmore (2005)
- Acoustic en Vivo (2005)
- The Town and the City (2006)
- Los Lobos Goes Disney (2009)
- Tin Can Trust (2010)
- Disconnected in New York City (2013)
- Gates of Gold (2015)
- Llego Navidad (2019)